# Katrin Wendland

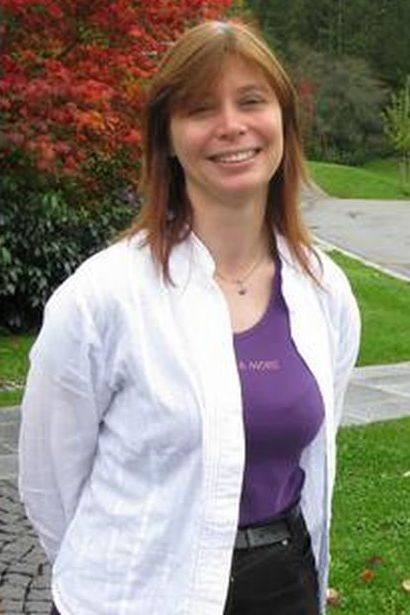
Katrin Wendland, 2010

Katrin Wendland (* 18. Juli 1970 in Berlin) ist eine deutsche Mathematikerin und mathematische Physikerin, die sich mit geometrischen Aspekten der Stringtheorie befasst.

## Leben
Wendland machte 1996 ihr Diplom in Mathematik an der Universität Bonn bei Werner Müller (Ray-Singer Analytic Torsion, Quillenmetric and Regularized Determinants) und wurde 2000 bei Werner Nahm in theoretischer Physik promoviert (Moduli spaces of unitary conformal field theories). Als Post-Doktorand war sie bei Louise Dolan an der University of North Carolina in Chapel Hill. Ab 2002 war sie Lecturer an der University of Warwick. Von 2006 bis 2011 war sie Professorin für Analysis und Geometrie an der Universität Augsburg, ab 2007 geschäftsführende Direktorin des dortigen Mathematikinstituts.
2011 wechselte sie an die Abteilung für reine Mathematik der Albert-Ludwigs-Universität Freiburg und ist dort in der Arbeitsgruppe für Mathematische Physik tätig. Seit 2022 ist sie Professorin am Trinity College Dublin.
Sie befasste sich in ihrer Dissertation (Moduli spaces of unitary conformal field theories) mit dem Zusammenhang der Modulräume unitärer konformer Feldtheorien mit K3-Flächen in der algebraischen Geometrie.
2018 hielt sie die Gauß-Vorlesung. 2010 war sie Invited Speaker auf dem Internationalen Mathematikerkongress in Hyderabad (On the geometry of singularities in quantum field theories). Seit 2009 ist sie im Präsidium der Deutschen Mathematiker-Vereinigung. Sie ist außerdem Mitglied in der London Mathematical Society, Mitglied der Akademie der Wissenschaften und der Literatur Mainz (2013) und Fellow der American Mathematical Society (2013). 2009 erhielt sie einen Starting Independent Researcher Grant des European Research Council (ERC) für Forschungen zur Geometrie topologischer Quantenfeldtheorien (TQFT) und erhielt 2009 die bayerische Europamedaille.

## Schriften
- Hrsg. mit Ron Y. Donagi: From Hodge theory to integrability and TQFT: tt*-geometry, Proceedings of Symposia in Pure Mathematics, American Mathematical Society, 2008 (Workshop Augsburg Mai 2007)
- Katrin Wendland, Annette Werner (Hrsg.): Facettenreiche Mathematik. Einblicke in die moderne mathematische Forschung für alle, die mehr von Mathematik verstehen wollen. Vieweg/Teubner, 2011 (darin von Wendland: ADE oder die Allgegenwart Platonischer Körper, S. 409–432)
- On superconformal field theories associated to very attractive quartics. In: Pierre Cartier u. a. Frontiers in Number Theory, Physics and Geometry. Band 2. Springer Verlag, 2007, arxiv:hep-th/0307066
- mit Daniel Roggenkamp: Decoding the geometry of conformal field theories. In: Proc. 7. Internat. Workshop Lie theory and its applications to physics, Varna, Bulgarien, 2008, arxiv:0803.0657
- Orbifold Constructions of K3: A Link between Conformal Field Theory and Geometry. In: Proc. Workshop Mathematical Aspects of Orbifold String Theory, Madison WI 2001
- mit Werner Nahm: Mirror Symmetry on Kummer Type K3 Surfaces, Communications in Mathematical Physics, Band 243, 2003, S. 557–582, arxiv:hep-th/0106104